# 神大実村
神大実村（かみおおみむら）は茨城県猿島郡にかつて存在した村である。現在の茨城県坂東市の南東部に位置する。

## 歴史
- 1889年（明治22年）4月1日 - 町村制施行に伴い、神田山村・大口村・猫実村が合併し猿島郡神大実村が発足。
- 1955年（昭和30年）3月1日 - 岩井町・弓馬田村・飯島村・長須村・七郷村・中川村・七重村と合併し、改めて岩井町が発足。同日神大実村廃止。